# Хорошая партия
Хорошая партия (тур. İyi Parti) — националистическая, консервативная, светская и центристская политическая партия Турецкой Республики.

## История
Партия создана 25 октября 2017 года выходцами из правой «Партии националистического движения», которые разошлись во взглядах с руководством этой партии, которое поддержало на референдуме в 2016 году переход к президентской республике. 
Председателем партии является Мераль Акшенер. Партия поддерживает принципы и идеалы основателя Турции — Кемаля Ататюрка. 19 апреля 2018 года имела в парламенте Турции 5 депутатов. 22 апреля в парламенте имела 20 депутатов.
Генеральный секретарь — Айтун Чирай.
Благодаря тому, что участвовала в выборах 2018 года в составе Альянса Нации, вошла в парламент, набрав 10 % голосов.
Графическое написание названия партии IYI совпадает с символикой, использовавшейся огузским племенем Кайи.